# Grue
Grue este o comună din provincia Hedmark, Norvegia.